# Vittra Vasastan

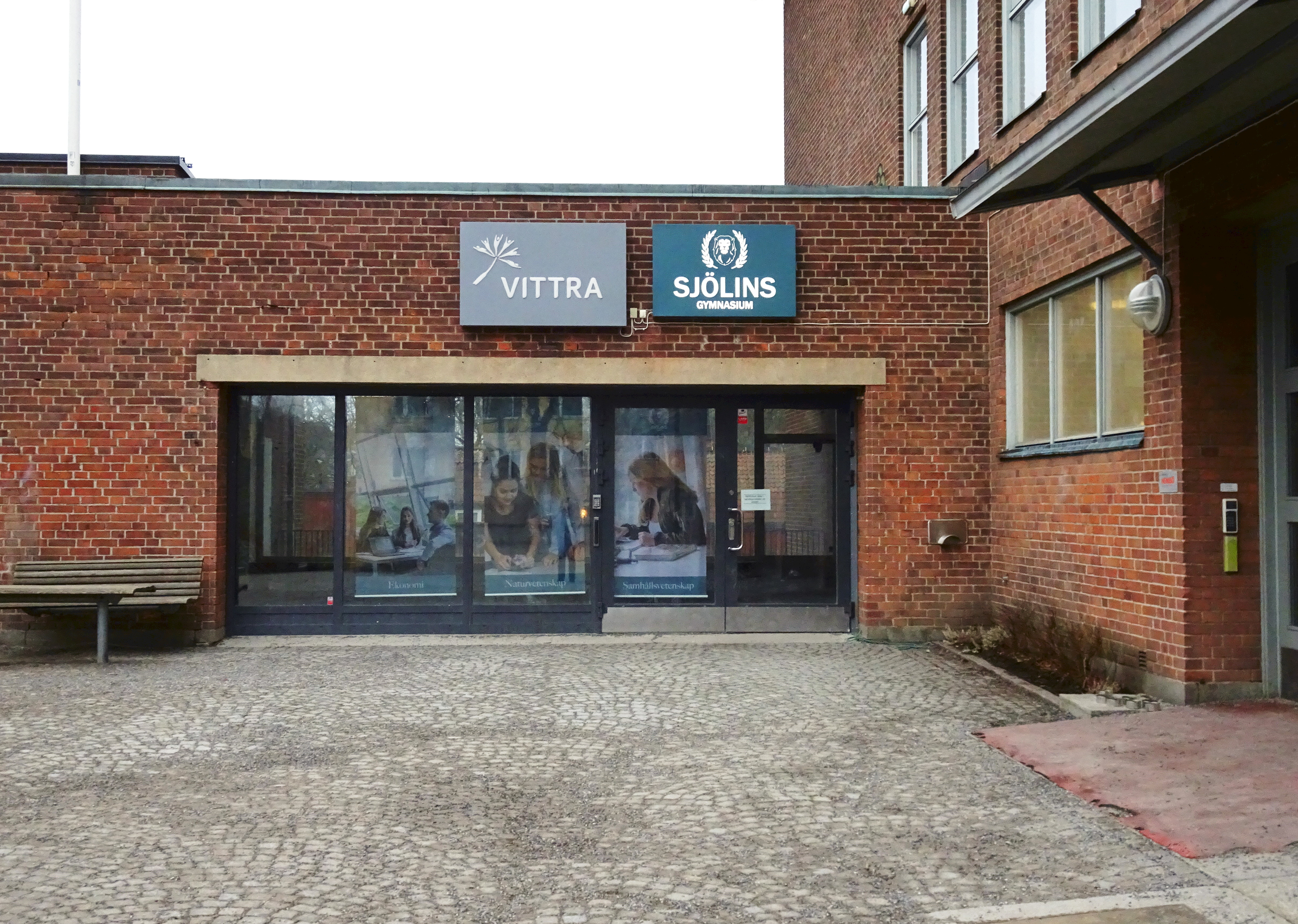
Sjölins gymnasium Sandbacksgatan 10, Södermalm.

Vittragymnasiet Vasastan är en svensk gymnasieskola som tidigare hette Sjölins gymnasium. På skolan finns natur- och samhällsvetenskapliga program. Skolan ligger i Göteborg. Från och med läsåret 2011 erbjuds även humanistiskt program. Det ekonomiska programmet läses på systerskolan Sjölins ekonomiska gymnasium som tills vidare ligger i samma lokaler.
Skolan är belägen på Parkgatan i stadsdelen Vasastaden. Skolan ligger i ett gammalt sekelskifteshus av sten. Förut har byggnaden bland annat tillhört en kyrkoförening. I dag ägs byggnaden av bostadsbolaget Wallenstam. Vittra Vasastan ingår i Vittra-koncernen.
Skolan använder sig av casemetodik. Istället för att läsa ämnen var för sig i lektionsenheter läses ämnena utifrån ett fall, "ett case", taget från verkligheten.